# ديفيد كرومويل
ديفيد كرومويل (بالإنجليزية: David Cromwell)‏ هو عالم محيطات وعالم فلك بريطاني، ولد في 1962 في North Lanarkshire ‏ في المملكة المتحدة.